# Arbanitis lynabra
Espèce
Synonymes
- Misgolas lynabra Wishart, 2006

Arbanitis lynabra est une espèce d'araignées mygalomorphes de la famille des Idiopidae.

## Distribution
Cette espèce est endémique de Nouvelle-Galles du Sud en Australie. Elle se rencontre vers Wahroonga dans le Nord de Sydney.

## Description
La carapace du mâle holotype mesure 2,93 mm de long sur 3,52 mm et l'abdomen 4,18 mm de long sur 2,31 mm et la carapace de la femelle paratype mesure 5,77 mm de long sur 4,18 mm et l'abdomen 9,60 mm de long sur 5,39 mm.

## Étymologie
Cette espèce est nommée en l'honneur de Lyn Abra.

## Publication originale
- Wishart, 2006 : Trapdoor spiders of the genus Misgolas (Mygalomorphae: Idiopidae) in the Sydney region, Australia, with notes on synonymies attributed to M. rapax. Records of the Australian Museum, vol. 58, no 1, p. 1-18 (texte intégral).